# Fluxbox
Fluxbox est un gestionnaire de fenêtres pour le système X Window.
Il est distribué sous licence MIT et est fondé sur le code de Blackbox version 0.61.1, dont il est capable d'utiliser les fichiers de style et de configuration. Les principales différences sont une amélioration de la vitesse d'exécution et l'implémentation de nouvelles fonctionnalités.
Fluxbox 1.0.0 est sorti le 8 octobre 2007, après 4 ans et demi en version 0.9.x.

## Principales caractéristiques
- Onglets des fenêtres configurables.
- Barre de titre configurable (placement des boutons, nouveaux boutons, etc.)
- Le changement d'espace de travail (workspace) avec la roulette de la souris, ou en déplaçant la fenêtre sur les bords du bureau de manière continue.
- La prise en charge des applications et des applications dockables KDE et GNOME.
- Un capteur de touche pour les combinaisons style emacs.
- Un slit : une fenêtre qui affiche les applications dockables (dock apps).
- Une option de mise en onglets des fenêtres par groupement (window tabbing).

## Personnalisation
La personnalisation se fait en modifiant les fichiers de configuration situés dans le sous-répertoire .fluxbox du répertoire personnel de l'utilisateur :
- Les raccourcis clavier sont stockés dans le fichier ~/.fluxbox/keys ;
- La disposition des menus se trouve dans le fichier ~/.fluxbox/menu ;
- Tout ce qui est exécuté au démarrage est conservé dans le fichier ~/.fluxbox/startup ;
- Le fichier de configuration de fluxbox se trouve dans ~/.fluxbox/init.